# دچ (صربستان)
دچ (به صربی: Deč) یک منطقهٔ مسکونی در صربستان است که در پچینتسی واقع شده‌است. دچ ۱٬۴۹۹ نفر جمعیت دارد.